# Konfederacja warszawska (1573)

Akt konfederacji warszawskiej

Konfederacja warszawska – określenie uchwały podjętej 28 stycznia 1573 roku na sejmie konwokacyjnym w Warszawie, zawierającej postanowienia dotyczące zapewnienia swobody wyznania szlachcie w Rzeczypospolitej. Gwarantowała bezwarunkowy i wieczny pokój między wszystkimi różniącymi  się w wierze, zapewniała innowiercom równouprawnienie z katolikami i opiekę państwa, jednocześnie zabraniając władzom świeckim wspierania kleru w prześladowaniach religijnych. Dokument uważany jest za początek gwarantowanej prawnie tolerancji religijnej. W 2003 akt konfederacji warszawskiej został wpisany na listę UNESCO Pamięć Świata.
Akt konfederacji warszawskiej podpisał z episkopatu jedynie biskup krakowski Franciszek Krasiński, podczas gdy reszta senatorów duchownych oraz wielu katolików świeckich złożyło uroczysty protest. Ważność prawna konfederacji była stale kwestionowana, praktycznie weszła jednak w życie, zaprzysięgana przez królów przy koronacji, mimo opozycji Stolicy Apostolskiej i sprzeciwów episkopatu.

## Geneza konfederacji warszawskiej

### Historia tolerancji religijnej w Polsce
Tolerancja religijna w Polsce miała długie tradycje. Zadecydowały o tym dwa dokumenty króla Kazimierza Wielkiego. 30 sierpnia 1356 król zatwierdził zwyczaje, wolności i przywileje w dziedzinie kultu i spraw administracyjnych dla monofizyckich ormian. W dokumencie z 1341 r. zagwarantował wyznawcom Kościoła prawosławnego poszanowanie ich obrządku i obyczajów. Dzięki takiej postawie króla Kazimierza Polska stała się pierwszym wielowyznaniowym państwem w Europie, gdzie dwór królewski był katolicki. Tolerancja dla schizmatyków nie obejmowała jednak herezji wyrosłych na gruncie Kościoła katolickiego. Edykt wieluński króla Władysława Jagiełły z 1424 r. uznał husytyzm za przestępstwo przeciwko państwu. Ale w tym samym wieku szlachta prawosławna cieszyła się tymi samymi przywilejami co i katolicka, podobnie jak Ormianie. Pewne ograniczenie w zakresie dostępu prawosławnych do najwyższych urzędów w Wielkim Księstwie Litewskim zniósł król Zygmunt August w 1563 r. i 1568 r. Oprócz prawosławnych i Ormian tolerancją cieszyli się w Polsce Tatarzy, zamieszkujący niektóre miasta i liczniej wsie litewskie, Żydzi, a także Karaimi.
W opozycji do panujących na Zachodzie zasad kształtowała się w Polsce w XV stuleciu doktryna o stosunku państwa do pogan, a reprezentantem jej był biskup poznański Andrzej Łaskarz i Paweł Włodkowic z Akademii Krakowskiej. W pierwszych latach reformacji protestanckiej posypały się edykty królewskie przeciwko reformatorom, ale ich realizacja daleka była od doskonałości. Sam król Zygmunt Stary uznał w 1525 r. nie tylko sekularyzację Prus Książęcych, ale jako pierwszy panujący uznał luteranizm w Prusach za religię oficjalną, przy zagwarantowaniu katolikom tolerancji. Biskup Andrzej Krzycki, broniąc traktatu krakowskiego z 1525 r., powoływał się na fakt, iż w Polsce z dawien dawna obok katolików zgodnie współżyją ze sobą Rusini, Ormianie, Żydzi i Tatarzy; w tej wspólnocie jest także miejsce dla luteranów w Prusach Książęcych.
Tolerancję otrzymali również anabaptyści, którzy przybyli do Polski w 1535 r., a także menonici, którzy zjawili się w Polsce w 1526 r. W latach 1557–1559 król Zygmunt August zagwarantował miastom pruskim swobodę wyznania augsburskiego, a w układzie wileńskim w 1561 r. otrzymały ten sam przywilej Inflanty, w których król zagwarantował szlachcie i mieszczaństwu wolność wyznania luterańskiego zabezpieczając równocześnie tolerancję dla katolicyzmu.

Sytuacja wyznaniowa w I Rzeczypospolitej 1573

### Od zgody sandomierskiej do konfederacji warszawskiej

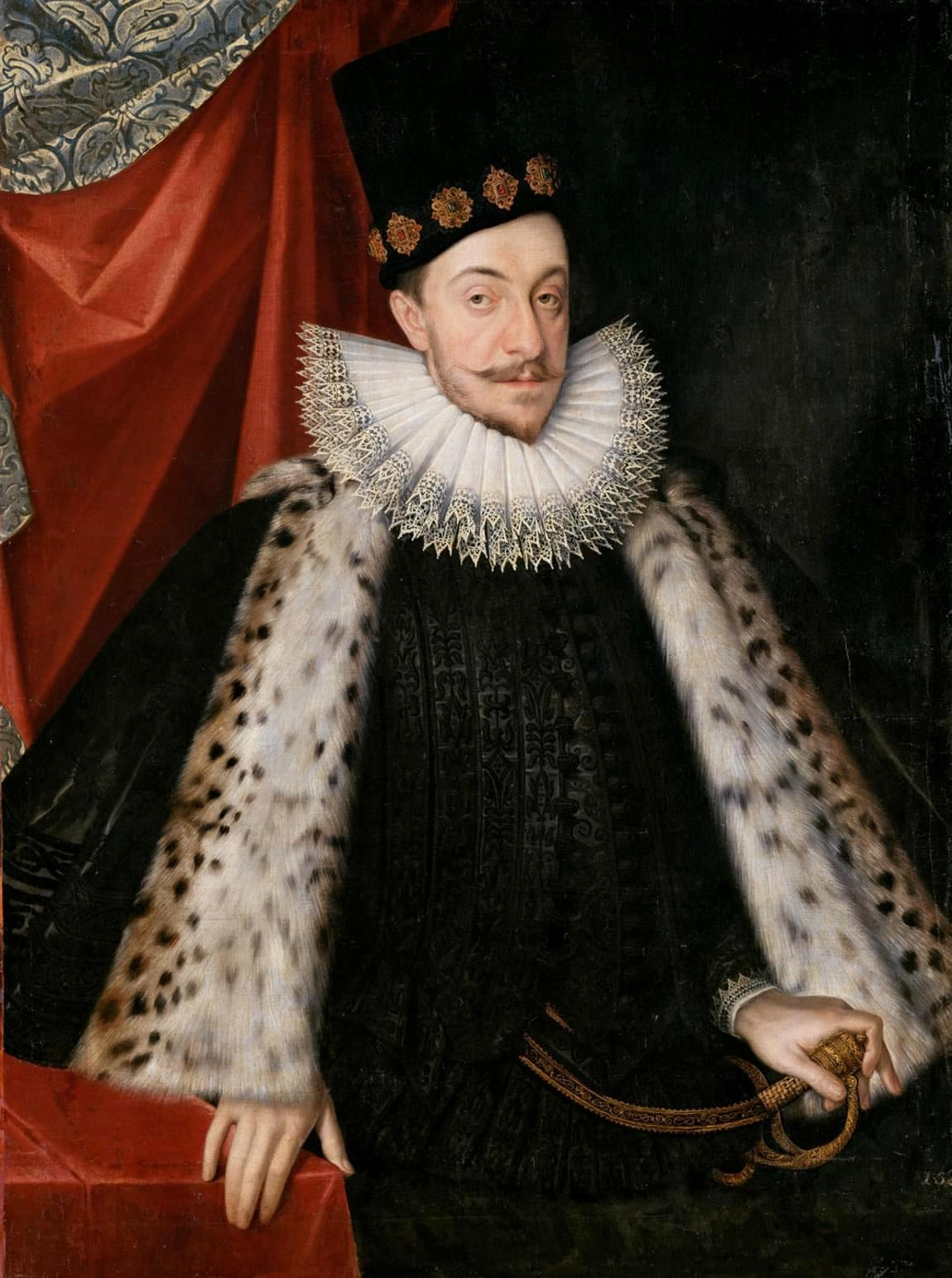
Zygmunt III Waza
Portret pędzla
Marcina Kobera ok. 1590 r.

W 1570 roku przedstawiciele luteran, kalwinistów i Braci Czeskich, zamieszkujących Rzeczpospolitą, zjechali się do Sandomierza gdzie doszło do zawaracia zgody, polegającej na wzajemnym uznaniu się za wyznania chrześcijańskie i wspólnemu występowaniu wobec katolickiej większości. Wykluczyli przy tym ze swego grona arian, którzy zostali uznani za heretyków.  Dysydenci przedstawili sejmowi w 1570 r. projekt konstytucji gwarantujący wolność wyznania wszystkim, aby „wolno było każdemu wedle sumienia jego wierzyć” na zasadzie równouprawnienia z katolikami i prawosławnymi. Ale projekt ten wówczas nie został przyjęty. 
Tymczasem 7 lipca 1572 r. zmarł ostatni z Jagiellonów, a obóz protestancki w obliczu nowej elekcji znalazł się bez gwarancji prawnych dla swego wyznania. Sprawa wyboru nowego króla była kluczowa dla obu stron, w Europie królowie decydowali o obliczu wyznaniowym kraju. Katolicy skupili się przy biskupie kujawskim Stanisławie Karnkowskim. Prymas Jakub Uchański był zwolennikiem reformy Kościoła, co zbliżało go do protestantów.  Dysydentom przewodził marszałek wielki koronny Jan Firlej oraz wojewoda sandomierski Piotr Zborowski. Protestanci obawiając się nacisku ze strony licznej szlachty mazowieckiej, wiernej Kościołowi katolickiemu, postanowili, by wybór nowego króla odbył się w Bystrzycy pod Lublinem. Liczono bowiem, że lubelska szlachta protestancka zaważy na przyszłej elekcji. Katolicy natomiast, dążyli, by elekcja odbyła się pod Warszawą ze względu na liczną, katolicką szlachtę mazowiecką. Na sejmie konwokacyjnym (styczeń 1573) postanowiono, że króla będzie wybierał każdy szlachcic (viritim), a na miejsce elekcji wyznaczono Warszawę. Również zwycięstwem dla katolików było uznanie prymasa interreksem, który odtąd miał zwoływać zjazdy, mianować i koronować króla. Wielkiemu marszałkowi koronnemu, którym był podówczas kalwin Jan Firlej, przyznano prawo ogłoszenia wyboru nowego króla.
Przygotowana w pierwszych dniach stycznia konfederacja warszawska miała na celu uregulowanie spraw związanych z wyborem nowego władcy, a także zapewnienie bezpieczeństwa w kraju pozbawionym króla. Kwestia pokoju religijnego była jedną z kilku poruszonych w uchwale, jednak wywołującą największe kontrowersje. Choć w opracowaniu tekstu brali udział biskupi katoliccy, w tym także Karnkowski i prymas Uchański, episkopat odmówił zatwierdzenia konfederacji, jednocześnie zobowiązując się do przestrzegania i bronienia pokoju powszechnego w kraju. Przyjęty przez sejm akt konfederacji podpisali jedynie biskup krakowski i podkanclerzy koronny Franciszek Krasiński oraz biskup kamieniecki Dionizy Secygniowski.
Akt konfederacji warszawskiej w sprawach religijnych postanawiał i gwarantował:
- bezwarunkowy i wieczysty pokój między "rozróżnionymi w wierze" (dissidentes in religione)
- niewszczynanie pod żadnym pozorem walk pod pretekstem religii
- szlachcie prawo do narzucania własnego wyznania swoim poddanym[8]

Choć konfederacja ograniczała wolność wyznania jedynie do szlachty, w praktyce otrzymali ją również mieszczanie miast królewskich.
Uprawomocnienie zasad tolerancji było dużym osiągnięciem. Artykuły konfederacji wciągnięto do statutów, które miał zaprzysiąc każdy nowo obrany król („artykuły henrykowskie”). Mimo pewnej ogólnikowości konfederacja warszawska dała prawne podstawy dla protestantyzmu polskiego i była pierwszym w Europie aktem szerokiej tolerancji religijnej.

## Stosunek Henryka Walezego i Stefana Batorego do Kościoła katolickiego
Wybory nowego króla w Polsce były śledzone w Rzymie z niemałym zainteresowaniem i obawą. Miały one duże znaczenie zarówno ze względu na grożącą ustawicznie wojnę z Turcją, jak również dalszą rekatolizację kraju i innych państw Europy. Papież Grzegorz XIII powiadomiony przez kard. Hozjusza o sytuacji w Polsce, nakazał publiczne modły w intencji szczęśliwego wyboru króla polskiego i wysłał do Polski jednego z najlepszych dyplomatów papieskich, mianowicie kard. Giovanni Francesco Commendone.

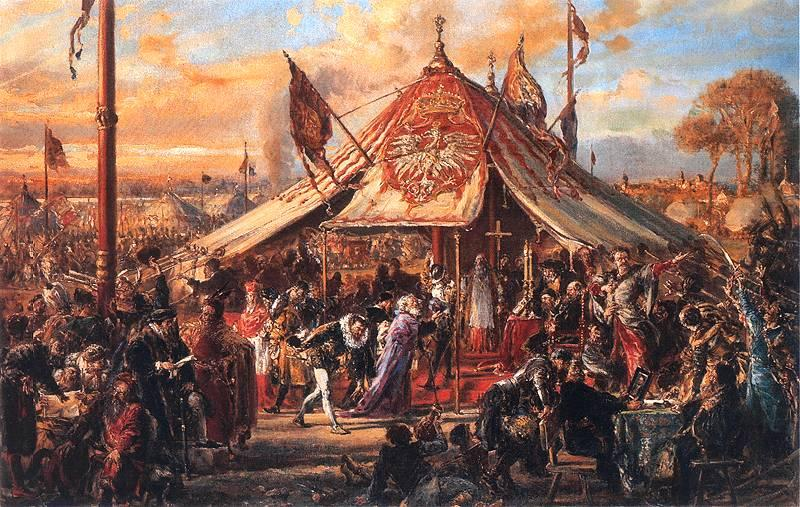
"Potęga Rzeczypospolitej u zenitu. Złota wolność. Elekcja", Jan Matejko

Wśród kandydatów ubiegających się o tron Polski byli protestanci (książę Albrecht Pruski, król szwedzki Jan II), prawosławny car Iwan Groźny i katolicy (arcyksiążę Ernest Habsburg, książę Henryk Walezy). Ze względu na ewentualną wojnę z Turcją i poparcie interesów katolickich, papież nakazał kard. Commendoniemu popieranie kandydatury Habsburga, co uczynił również w piśmie do biskupów polskich. Kandydatura ta była nie na rękę tak dla protestantów, jak i dla mas szlacheckich, obawiających się utraty złotej wolności i wojny z Turcją. Mówiono sobie: Co się dzieje innym, to jest Węgrom, Ślązakom, Czechom, stałoby się to i Lechom [...] jużby się Polakom więcej nie spodziewać elekcyjej, boby oni z nas sobie dziedziców uczynili.
Na sejmie elekcyjnym w kwietniu 1573 r. postawiono dwie kandydatury: arcyksięcia Ernesta Habsburga i księcia Henryka Walezego z Francji. 11 maja 1573 r. prymas Uchański ogłosił nominację króla Henryka Walezego, na co po pewnych targach zgodzili się protestanci. Do pacta conventa, które nowy król miał zaprzysiąc, dołączono – na wniosek różnowierców – postanowienia konfederacji warszawskiej. Wybór księcia Henryka na króla Polski przyjęto w Rzymie z radością, chociaż nieoficjalnie mówiono, że przyczynił się do tego sułtan turecki Selim II. 11 maja 1573 r. odprawiono w Rzymie dziękczynne modły, które celebrował kard. Hozjusz przy obecności papieża i 31 kardynałów. W lutym król Henryk przyjechał do Polski, a w czerwcu, kiedy do Krakowa doszła wiadomość o śmierci jego brata króla Karola IX, opuścił Polskę na zawsze. Po ucieczce króla nie brakło objawów chaosu. W Krakowie tłum zburzył 12 października 1574 r. kalwiński zbór zwany brogiem, a sejmik w Środzie domagał się wypędzenia jezuitów z Poznania jako podżegaczy ludu przeciwko szlachcie.

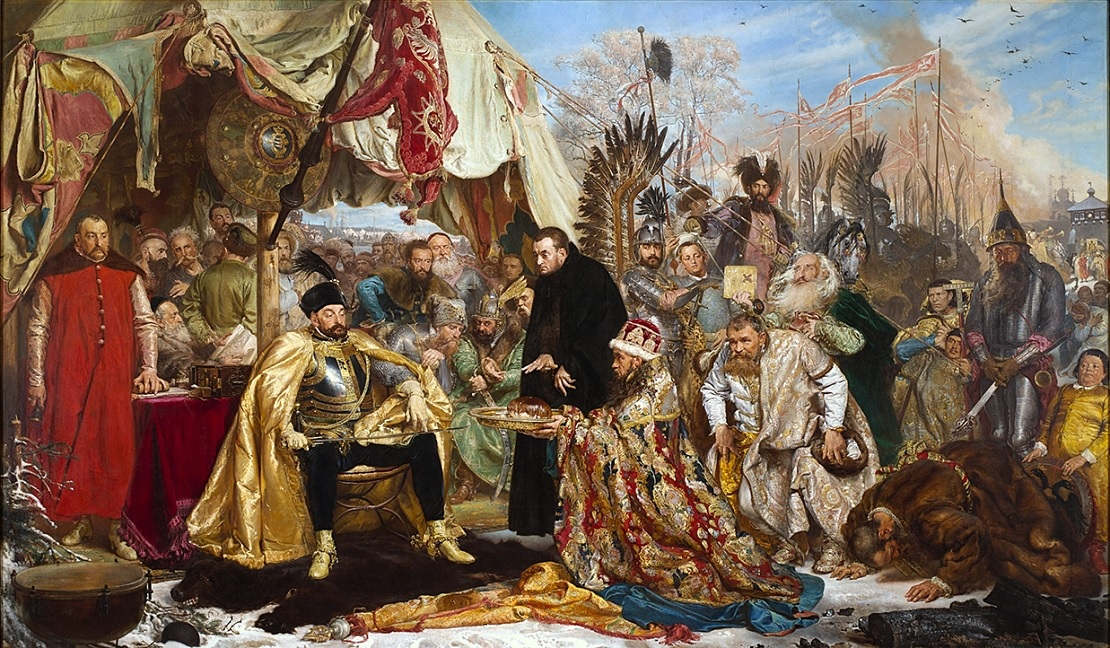
Stefan Batory pod Pskowem, Jan Matejko

Na powrót króla czekano do 12 maja 1575 r., kiedy sejm postanowił wybrać nowego króla. Kandydaci byli prawie ci sami, w tym aż trzech Habsburgów z samym cesarzem Maksymilianem II na czele. Papież i episkopat z prymasem Uchańskim stanęli po stronie cesarza, podczas gdy szlachta obawiała się tej kandydatury. Jej kandydatem był wojewoda siedmiogrodzki Stefan Batory, którego znów obawiano się w Rzymie, jako że miał przejść na katolicyzm w młodym wieku i ze względu na jego powiązania z Turcją. W grudniu 1575 r. nastąpił podwójny wybór: prymas w imieniu możnowładztwa ogłosił królem Polski Maksymiliana, podczas gdy szlachta ze Zborowskimi Stefana Batorego. 1 maja 1576 r. biskup włocławski Stanisław Karnkowski koronował go w katedrze na Wawelu. Niechętny temu wyborowi nuncjusz Vincenzo Lauro, rezydujący w czasie elekcji we Wrocławiu, nie spieszył się z powrotem do Polski i uczynił to dopiero na wyraźne polecenie Rzymu. Opóźniające się poselstwo obediencyjne króla Stefana w osobie Pawła Uchańskiego dotarło do Rzymu dopiero na początku 1579 r. i zostało przyjęte przez papieża Grzegorza XIII. Papież spełnił postulaty króla, jako że sama śmierć cesarza Maksymiliana już w 1576 r. rozwiązywała problem. Wystarczyły 3 lata rządów króla Batorego, by współpraca z Rzymem weszła na najbardziej przyjazne tory. W 1578 r. Grzegorz XIII na wniosek króla mianował nowego nuncjusza do Polski Andrzeja Caligari, pochwalił publicznie gorliwość Batorego, a król ze swej strony wysłał do Rzymu stałego przedstawiciela Polski przy Stolicy Apostolskiej, którym został Piotr Dunin Wolski.

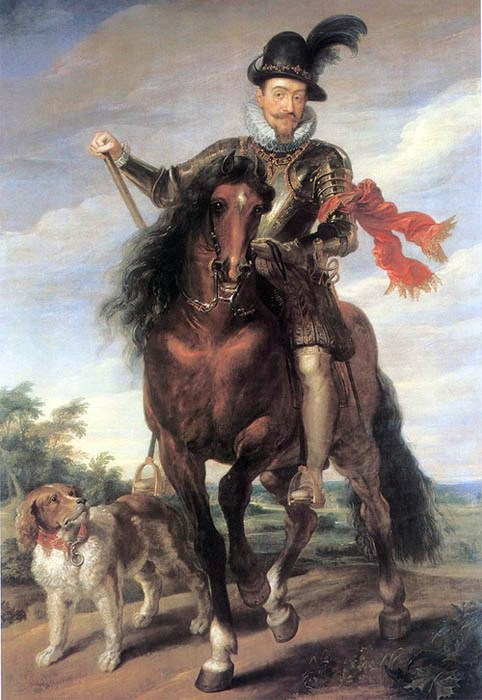
Zygmunt III, król Szwecji

Dziesięcioletnie rządy króla Batorego (1576–1586) miały rozstrzygające znaczenie dla przyszłości religijnej Polski. Buntujący się Gdańsk, niechcący uznać go królem Polski, nie tylko uległ, zapłacił kontrybucję, ale nadto musiał odbudować opactwo cysterskie w Oliwie zniszczone przez tłum. Dzięki inicjatywie króla Stefana Kościół polski na synodzie piotrkowskim (1577) przyjął uchwały trydenckie. Zgodnie z życzeniem Grzegorza XIII król Batory popierał wydatnie jezuitów, którzy za jego panowania rozwinęli szeroką działalność kościelną. Miała temu służyć m.in. wyposażona przez króla diecezja wendeńska i nowo otwarta Akademia Wileńska, powierzona jezuitom (1579). Jeszcze w testamencie upominał swego bratanka księcia Zygmunta, by bronił religii katolickiej i jezuitów, wobec sprotestantyzowanych stanów węgierskich.
Po zwycięskiej wojnie z Rosją, kiedy za pośrednictwem jezuity A. Possevino zawarto 10-letni rozejm w Jamie Zapolskim (1582), król Batory przy współudziale Sykstusa V organizował ligę antyturecką, do której miała wejść Hiszpania, Wenecja, Niemcy, Polska i Moskwa. Ligę poparła również szlachta. Śmierć króla 12 grudnia 1586 przeszkodziła realizacji planów ligi. Sykstus V na publicznym konsystorzu (7 stycznia 1587) z płaczem mówił o jego śmierci: "położyliśmy w nim wielkie nadzieje, posłaliśmy mu już pomoc finansową dla dokonania pewnego przedsięwzięcia [...], jego nieoczekiwaną śmierć uważamy jako karę za nasze grzechy. W nieszczęściu nie tracimy jednak głowy, mamy bowiem zapewnienie, iż Chrystus nas nie opuści". Chociaż król był gorliwym katolikiem, to jednak przestrzegał tolerancji wyznaniowej. Nie dopuszczał do wystąpień antyprotestanckich, przestrzegał konfederacji warszawskiej, a na wieść o wystąpieniach przeciwko dysydentom – w Krakowie wydał ordynację zwróconą przeciwko sprawcom rozruchów. W 1581 r. wysłał mandat dla Wilna, zaznaczając, że zaprzysiągł konfederację i chce ją zachować, "sumienie każdego w wierze spuszczając na sąd Pana Boga".
Po śmierci króla Stefana (12 grudnia 1586) elekcja w Polsce była znów podwójna. Papież i episkopat, pragnąc wzmocnić katolicyzm w kraju i Europie środkowej, opowiedzieli się tradycyjnie za arcyksięciem Habsburgiem, którego popierała również magnateria. Większość szlachty z Janem Zamoyskim na czele wybrała Zygmunta III Wazę 18 sierpnia 1587, zaś reszta szlachty, z poparciem episkopatu, arcyksięcia Maksymiliana III 22 sierpnia 1587. W związku z podwójnym wyborem Sykstus V polecił nuncjuszowi Laurego zabiegi o pojednanie pretendentów. Po bitwie pod Byczyną i wzięciu do niewoli arcyksięcia Maksymiliana Sykstus V uznał Zygmunta III Wazę królem Polski, a złożona niebawem przez opata jędrzejowskiego Stanisława Reszkę formalna obediencja papieżowi w jego imieniu, została "nadzwyczaj życzliwie przyjęta". Papież uznał królem w Polsce Zygmunta III Wazę z nadzieją na rekatolicyzację Szwecji, gdzie był on królem dziedzicznym.

## Stosunek Zygmunta III i Władysława IV do Kościoła katolickiego

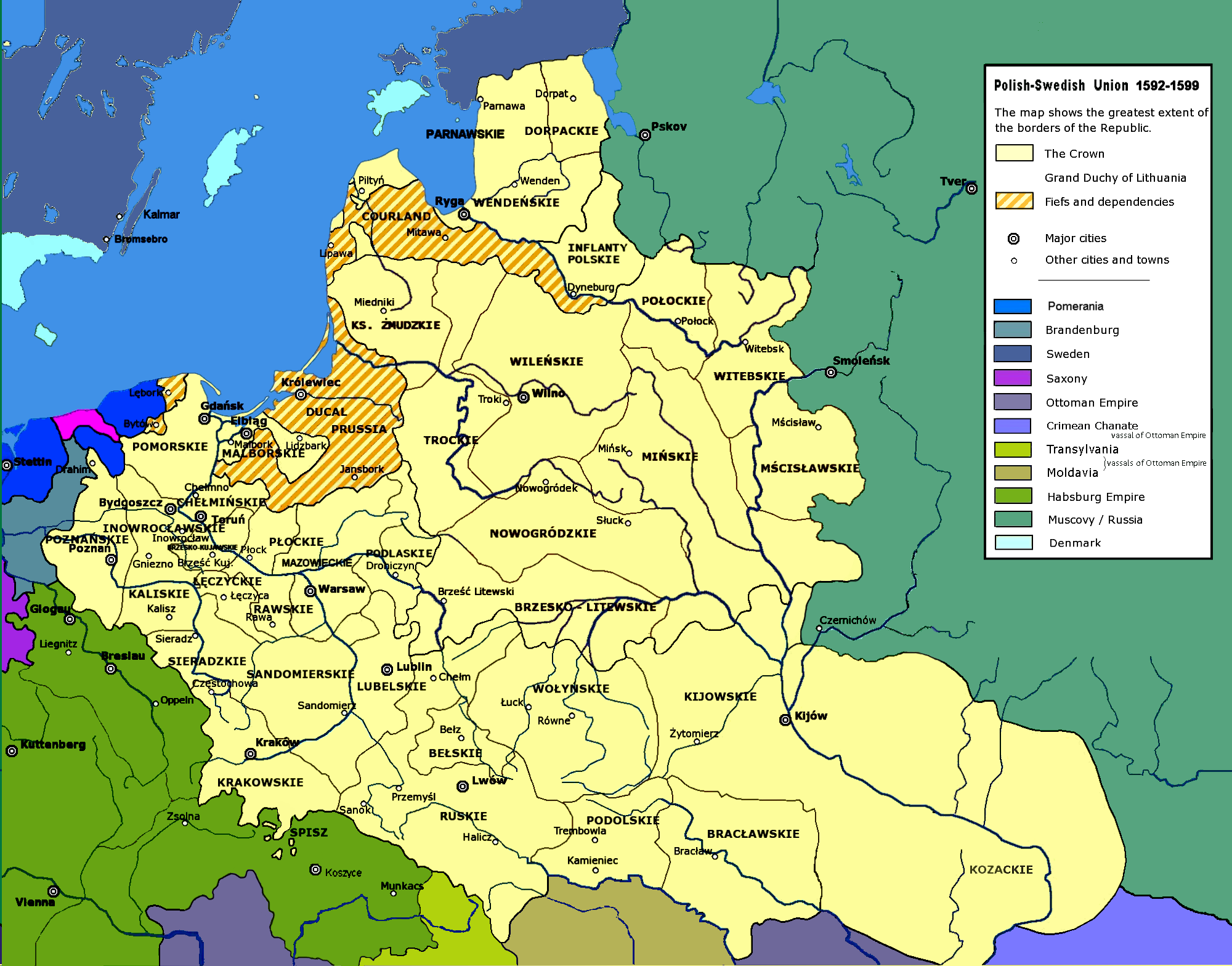
Unia personalna polsko-szwedzka 1592–1599

Długoletnie rządy króla Zygmunta III Wazy (1587–1632) można scharakteryzować jako dalszy postęp reformy trydenckiej i umacniania katolicyzmu w kraju. Sam król był osobiście gorliwym katolikiem, ale w stosunku do obozu różnowierczego nie był nietolerancyjny. Już na sejmie koronacyjnym potwierdził przywileje tolerancji dla miast pruskich. W pierwszych latach panowania powoływał na krzesła senatorskie dwa razy więcej różnowierców, niż katolików, a na dworze królewskim w Warszawie zezwolił na nabożeństwa luterańskie dla swej siostry Anny. Mniej przyjaźnie ustosunkował się król do zjednoczenia protestantyzmu, propagowanego przez superintendenta gmin luterańskich w Wielkopolsce Erazma Glicznera. Za jego wiedzą doszło do zwołania synodu generalnego dysydentów w Toruniu (1595), na który zaproszono również przedstawicieli prawosławia. Przy protekcji króla odbyła się podobna dysputa między protestantami a prawosławnymi w Wilnie (1599). Obydwa spotkania nie przyniosły zamierzonych skutków.
Uczucia katolickie w królu Zygmuncie III umocniły pozbawienie go tronu w Szwecji przez luterańskiego stryja Karola Sudermańskiego i rokosz Zebrzydowskiego (1606–1608), poparty wydatnie przez obóz różnowierczy. Król przywrócił katolikom świątynie zabrane im w Toruniu i Elblągu i podjął wysiłki zmierzające do rekatolizacji Szwecji, ale bez skutku. Podobne plany żywił w stosunku do Carstwa Rosyjskiego, udzielając nieoficjalnego poparcia Dymitrowi Samozwańcowi. Rozpoczęta wojna polsko-rosyjska (1609–1618), wprawdzie zwycięska, nie przyniosła jednak zamierzonych korzyści. Na przeszkodzie do osiągnięcia tronu rosyjskiego przez królewicza Władysława stanęła dynastyczna polityka króla Zygmunta III.
Król sprzyjał jezuitom, którzy byli elitą duchowieństwa i inteligencji polskiej. Za jego panowania sieć kolegiów jezuickich objęła Polskę i Litwę, a wielki rozwój zakonu dał podstawę do podziału na prowincję polską i litewską. Przekonania katolickie króla Zygmunta III znalazły ujście również w osobistym poparciu unii brzeskiej.
W latach 1632–1648 królem był Władysław IV, syn Zygmunta III. Chociaż był członkiem Bractwa Męki Pańskiej i poddawał się ostrym ćwiczeniom pokutnym to zatwierdził nielegalną dotąd hierarchię Kościoła prawosławnego. Nuncjusz papieski Visconti tak go charakteryzował: „posiada w wysokim stopniu [...] dar przyrodzony jednania sobie umysłów [...] bystry w przenikaniu i sądzeniu [...]. Ma wiele wiadomości nabytych w czytaniu dzieł różnych i z obcowania z uczonymi. Oprócz po polsku, mówi doskonale po łacinie, po włosku i po niemiecku”.
Zarówno zamknięcie Akademii Rakowskiej braci polskich w Rakowie (1638), jak i zburzenie zboru protestanckiego w Wilnie (1640) nie były dziełem króla Władysława, lecz Sejmu. Zamknięto także słynną drukarnię rakowską. Król polecał karać surowo „wszelkie wybryki religijne”, usiłując doprowadzić do porozumienia między wyznaniami.
Wyrazem tego było colloquium charitativum w Toruniu (1645). Do Kościoła katolickiego król odnosił się przyjaźnie. Na wstępie rządów wysłał do Rzymu kanclerza koronnego Jerzego Ossolińskiego, który w orszaku 300 rycerzy, w 20 karocach i na 10 wielbłądach wjechał w bramy Wiecznego Miasta, by złożyć obediencję papieżowi w 1633. Przy tej okazji papież zezwolił, by sprawy unieważnienia małżeństw były rozstrzygane w najwyższej instancji w Polsce. Król poparł wydatnie pijarów i kamedułów, przybyłych za jego panowania do Polski.
W wyniku działań Mario Filonardiego (nuncjusz w latach 1636–1643) papież Urban VIII odmawiał prekonizacji duchownych mianowanych przez króla Władysława IV. Oburzony na nuncjusza król zerwał z nim kontakty, a sejm uchwalił eksmisję nuncjusza z kraju. Król chciał postawić na Starym Mieście w Warszawie pomnik swemu ojcu Zygmuntowi III, więc trzeba było w tym celu zburzyć kilka domów i klasztor koło zamku królewskiego. Wówczas nuncjusz rzucił interdykt na okolicę i nie chciał króla przeprosić. Pomnik – mimo oporu nuncjusza – w formie kolumny Zygmuntowskiej stanął. On sam musiał opuścić Polskę. Za postawą króla opowiedział się m.in. synod prowincjalny prymasa Macieja Łubieńskiego.

## Skutki konfederacji warszawskiej
Konfederacja warszawska sprawiła, że XVI-wieczna Polska zyskała w Europie miano „azylu heretyków”, a u dzisiejszych badaczy "państwa bez stosów". W kraju znajdowali schronienie wyznawcy różnych wyznań, uciekający przed wyrokami katolickich sądów duchownych i trybunałów inkwizycyjnych, a także ludzie nienależący do żadnego wyznania i nieuznający żadnej organizacji kościelnej. Konfederacja  warszawska nie zapobiegła jednak wzrostowi nietolerancji wyznaniowej związanej z kontrreformacją.
Pozawyznaniowa działalność obcych przybyszów, np. jako wykładowców, pisarzy czy typografów, w znacznym stopniu przyczyniła się do rozwoju kultury polskiego odrodzenia.

## Przypisy

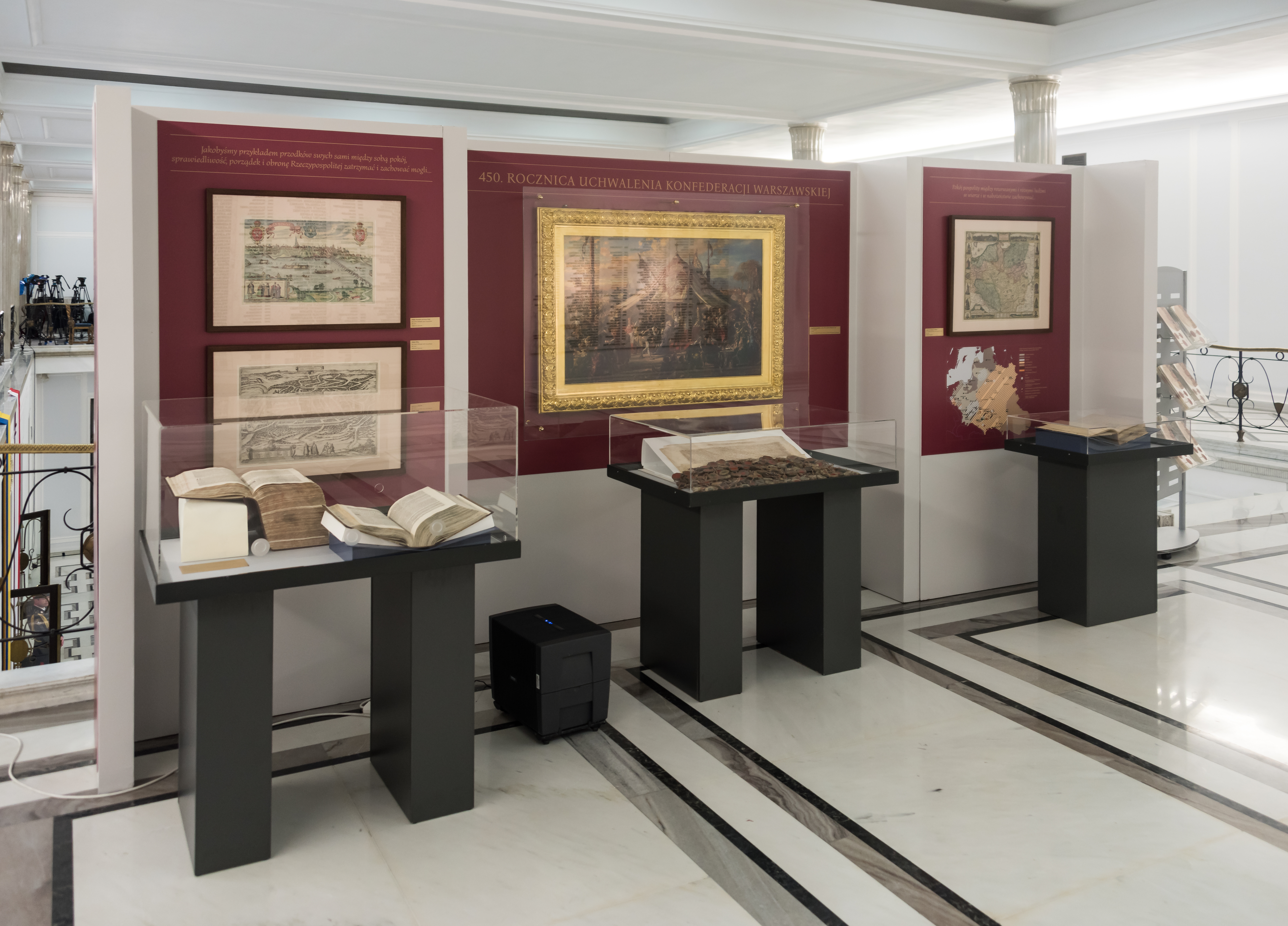
Wystawa upamiętniająca 450. rocznicę Konfederacji Warszawskiej w Sejmie (2023)